# 鈴木竜哉
鈴木 竜哉（すずき たつや、1982年8月4日 - ）は、日本の指揮者。神奈川県横浜市出身。

## 経歴
1982年横浜生まれ。横浜市立中沢小学校、横浜市立旭中学校を卒業。中学時代に吹奏楽部でトランペットを始める。
2001年東京音楽大学付属高等学校トランペット専攻を卒業し、東京藝術大学音楽学部指揮科に入学。2004年安宅賞を受賞し、2005年3月同大学を首席で卒業。同年6月には同大学主催の新卒業生紹介演奏会において藝大フィルハーモニアを指揮。
これまでに指揮を佐藤功太郎、汐澤安彦、トランペットを林昭世、ピアノを北川曉子、井田康子、渡辺真知子、西澤はな子にそれぞれ師事。神奈川フィルハーモニー管弦楽団、セントラル愛知交響楽団を指揮するほか、ピアニストの小川典子、オルガニストの三浦はつみをはじめとする多くの演奏家と共演。
オペラの分野においても、これまでに新国立劇場、二期会、びわ湖ホール・神奈川県民ホール共同制作、日生劇場、日本オペラ団体連盟人材育成公演などの副指揮者、合唱指揮者を務める。
2013年から2019年にかけて一宮市消防音楽隊常任指揮者を務める。
また、アマチュア団体に対してもこれまでに数多くのオーケストラ、吹奏楽団、合唱団を指揮。さらに、ドラマ「のだめカンタービレ新春スペシャル in ヨーロッパ」、映画「のだめカンタービレ最終楽章 前編・後編」の指揮指導を行うなど、各方面において積極的に活動している。

## 年譜
- 2001年 - 東京音楽大学付属高等学校器楽科トランペット専攻卒業。東京藝術大学音楽学部指揮科入学
- 2004年 - 安宅賞受賞
- 2005年 - 東京藝術大学音楽学部指揮科首席卒業。同大学主催の新卒業生紹介演奏会において藝大フィルハーモニアを指揮
- 2006年 - 急逝した佐藤功太郎の代役として、J.S.バッハのミサ曲 ロ短調を指揮
- 2007年 - フジテレビ系列ドラマ「のだめカンタービレ新春スペシャル in ヨーロッパ」指揮指導
- 2009年 - 映画「のだめカンタービレ最終楽章 前編・後編」指揮指導
- 2013年 - 2019年 一宮市消防音楽隊常任指揮者
- 2016年 - 2022年 マスターズ・ブラス・ナゴヤ音楽監督